# Парк, Кит
Сэр Кит Парк (англ. Keith Park) (15 июня 1892, Темса, Новая Зеландия — 6 февраля 1975, Окленд, Новая Зеландия) — новозеландский Главный Маршал авиации. Участник Первой и Второй мировых войн.

## Биография

### До войны
Родился в Темсе 15 июня 1892 году в семье геолога Джеймса Парка.
Детстве увлекался оружием и ездой верхом.
В 1906 году окончил Королевский колледж в Окленде, а потом среднюю школу в Отаго.
В возрасте 19 лет ушел в море в качестве казначея где и получил свою кличку «Шкипер».

## Первая мировая война
Будучи унтер-офицером, участвовал в Дарданелльской операции.
В июне 1915 был удостоен звания младшего лейтенанта.
В январе 1916 был эвакуирован из Галлиполи.
После Дарданелльской операции его батарея была отправлена во Францию для участия в Битве на Сомме.
21 октября был ранет после того как был сбит с лошади немецкой пулей и отправлен в госпиталь в Англии.
С марта 1917 года после ранения, в качестве инструктора был направлен во Францию, а 7 июля был назначен командовать 48-й эскадрильей близ Арраса.
17 августа был награжден Военным крестом.
Парк был хорошим пилотом и командиром. За первую мировую он сбил 14 немецких самолетов.

## Между войнами
После первой мировой войны был удостоен звания капитана.
С 1932-1934 преподавал в Оксфордском университете, а с 1934 по 1937 был в военно-воздушного атташе в Буэнос-Айресе .

## Вторая мировая война
Принял командование Группы № 11, ответственной за оборону Лондона и Юго-Восточной Англии в 1940 году.
В битве за Британию его эскадриль приняла на себя удар Люфтваффе.
Летал на своем самолете «Хоукер Харрикейн».
В январе 1942 года был отправлен в Египет в качестве командующего ВВС, где ему дано было построить противовоздушную оборону Нила.
В июле 1942 года, после растущей обеспокоенности в связи с нападениями Германии и Италии на Мальту, был назначен в противовоздушную оборону.
Его эскадрилья участвовала в Североафриканской компании и Сицилийской.
В июне 1944 правительство Австралии рассматривали его как командующего ВВС Австралии, в этом он был соперником Джорджа Джонсона.
В начале 1945 года был назначен командиром ВВС в Юго-Восточной Азии.

## Послевоенные годы
В 1947 году получил орден « За заслуги».
20 декабря 1946 году ушел в отставку и получил звание Главного маршала авиации.
Умер 6 февраля 1975 году в возрасте 82 лет.

## Память

### Дороги на аэропорте

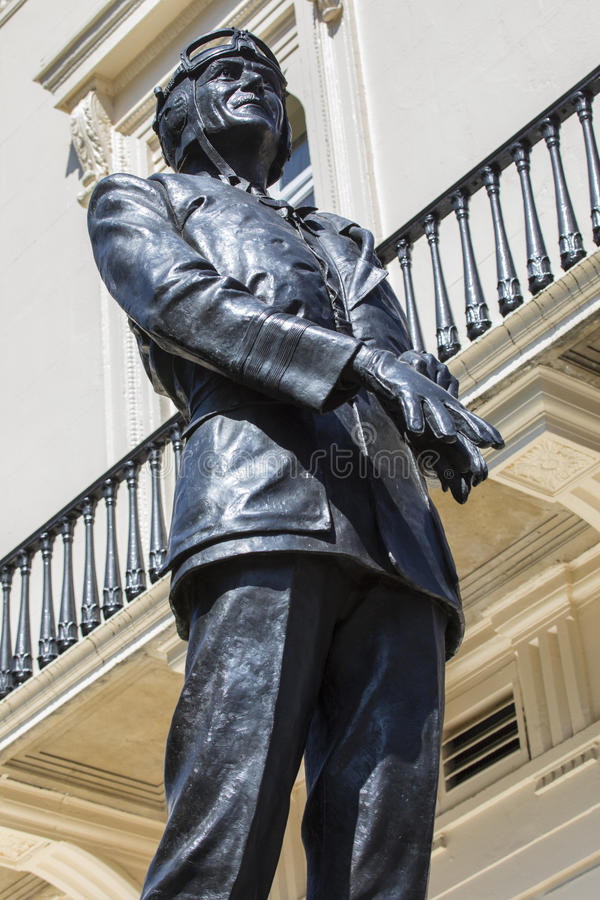
Памятник Киту Парку. Площадь Ватерлоо (Лондон)

- Бигин-Хилл
- Аксбридж

### Памятник
- Площадь Ватерлоо (Лондон)

### Фильмы
«Битва за Британию» (1969) — Тревор Ховард.